# کاربرد مثلثات
مثلثات دارای کاربردهای گوناگونی در زمینه‌های نظری و عملی است. از جمله در نظریه اعداد، نظریه موسیقی، سری و تبدیل فوریه و آمار، از توابع مثلثاتی استفاده می‌شود.

## کاربردهای نوین مثلثات
در علوم زیر از مثلثات استفاده می‌شود:
آمار، اپتیک، اخترشناسی، اقیانوس‌شناسی، معماری، مهندسی برق، مهندسی عمران، مهندسی مکانیک، نظریه اعداد، نظریه احتمال و نقشه‌برداری
البته در بسیاری از این علوم، مثلثات تنها در فهم بخشی از موضوعات آن علم اهمیت دارد. در حالی که پایه برخی دیگر، مثلثات است.

### سری فوریه
سری فوریه به افتخار جوزف فوریه ریاضیدان فرانسوی نام‌گذاری شده‌است. در بسیاری از کاربردهای علمی از جمله پدیده‌های دارای رفتار تناوبی و دارای حرکت موجی مانند صوت، تابش، زمین‌لرزه و موج الکترومغناطیسی از سری فوریه استفاده می‌شود.
سری فوریه به صورت زیر تعریف می‌شود:
{\displaystyle \square +\underbrace {\square \cos \theta +\square \sin \theta } _{1}+\underbrace {\square \cos(2\theta )+\square \sin(2\theta )} _{2}+\underbrace {\square \cos(3\theta )+\square \sin(3\theta )} _{3}+\cdots }
هر مربع ({\displaystyle \square }) نشان دهنده یک عدد است. فوریه از این سری برای مطالعه شار گرما و انتشار (پدیده‌ای مانند پخش شدن یک ماده رنگی در آب یا پخش شدن دود در هوا) استفاده کرد.
یکی از کاربردهای غیرمنتظره سری فوریه، فشرده‌سازی دیجیتالی است. برای تسهیل انتقال داده‌های تصویری ثابت و متحرک و داده‌های صوتی از طریق تلفن، اینترنت و شبکه‌های رادیویی و تلویزیونی، از سری فوریه سود می‌برند.

### تبدیل فوریه
در تبدیل فوریه به جای سری از انتگرال استفاده می‌شود. بسیاری از قانون‌های طبیعی با نرخ تغییر کمیت‌ها بیان می‌شوند. این رابطه‌ها معادله دیفرانسیل نامیده می‌شوند. می‌توان با به کار گرفتن تبدیل فوریه، بعضی از معادلات دیفرانسیل را به معادله جبری با روش حل شناخته‌شده، تبدیل کرد. از جمله کاربردهای تبدیل فوریه، تحلیل طیفی و پدیده تشدید است.

### حل معادلات غیر مثلثاتی
یک معادله دیفرانسیل خطی یا معادله دیفرانسیل با ضرایب ثابت را می‌توان برحسب مقدار ویژه معادله مشخصه آن بیان کرد. اگر یکی از مقدار ویژه‌ها مختلط باشد، جمله مختلط را می‌توان به تابع‌های مثلثاتی با جمله‌های حقیقی تبدیل کرد.
هم‌چنین جواب‌های معادله درجه سوم دارای سه جواب حقیقی را می‌توان با استفاده از توابع مثلثاتی به دست آورد.